# Eidothea zoexylocarya
Eidothea zoexylocarya là một loài thực vật có hoa trong họ Quắn hoa. Loài này được A.W.Douglas & B.Hyland miêu tả khoa học đầu tiên năm 1995.